# Цементация
Цементацията е химико-термичен процес в металургията.
При него се извършва дифузно повърхностно насищане на нисковъглеродни и нисколегирани стомани с елемента въглерод, при което се образува съединението цементит (железен карбид). Процесът понякога се нарича и навъглеродяване. Целта е да се постигне повишена твърдост и износоустойчивост на цементираните детайли. Това се получава, като след цементацията детайлите се подлагат на закаляване и нискотемпературно отвръщане.

## Същност
Детайлите се загряват в пещи до температури, съответстващи на долната зона на аустенитната област (880 – 950 °C). Задържат се в продължение на около 1 час за пълно прогряване и още няколко часа за дифузионното насищане. Обикновено дълбочината на цементирания слой е 1 mm, но може да варира от 0,5 до 1,5 mm. Следва закаляване, при което навъглероденият аустенит се превръща в мартензит. За снемане на вътрешните напрежения детайлите се подлагат на нискотемпературно отвръщане (180 – 200 °C).

## Видове цементации
Твърда цементация
Това е най-старият метод за повърхностно навъглеродяване. Детайлите се подреждат в херметически затворени стоманени кутии, запълнени от всички страни с графит, кокс или дървени въглища. Цементацията се извършва в пещи при температура 950 °C. Процесът се води в бедна на кислород среда, при която се извършва дисоциация на въглеродния оксид: 2CO → C + CO2. Свободният въглероден атом дифундира в кристалната решетка на желязото. Дифузионният процес е бавен, около 0,1 mm/h. Така за слой от 1 mm са необходими около 10 часа.
Течна цементация
Детайлите се потапят във вани с разтопени соли, съдържащи циан. Постига се едновременно насищане с въглерод и азот от циановия анион [:C≡N:]. Използван в миналото, днес методът е отхвърлен поради своята токсичност.
Газова цементация
Днес е най-използваният метод. Прилага се както в камерни, така и в шахтови пещи с нагрят въздух или друг газ, наситен с въглеводороди. Обикновено това е технически пропан-бутан, но може да се използва метан или ацетилен. Цементацията се извършва при температури от 900 до 920 °C и процесът е двойно по-кратък в сравнение с твърдата цементация. Съществува тенденция за повишаване на температурата за съкращаване на времето. Прекомерното повишаване на температурата обаче води до нарастване размера на зърното (неблагоприятен фактор, който се отстранява с двойно закаляване).
Усъвършенствана разновидност е технологията за цементация в контролируеми атмосфери, при която в газовата среда (ендотермичен газ) се поддържа такова количество въглерод, колкото искаме да получим в навъглеродената стомана (например 0,8%). Допълнително предимство е възможността за пълно механизиране и автоматизиране на процеса.

## Механизъм на процеса
Нисковъглеродната стомана (до 0,3% въглерод) при стайна температура представлява α-желязо с обемно-центрирана кристална решетка (ОЦК), която разтваря въглерод в минимални количества. За да разтвори повече въглерод, трябва да нагреем над температурата на фазово превръщане, когато α-Fe (ферит) се превръща в γ-Fe (аустенит) със стенно-центрирана кристална решетка (СЦК). Критичната температура на фазово превръщане от ОЦК в СЦК за чистото желязо е 911 °C, но намалява с увеличаване на съдържанието на въглерод и пада до 727 °C за евтектоидните стомани (с 0,8% въглерод) и на Желязо-въглеродната диаграма се отбелязва с линията GS. За разглежданите нисковъглеродни стомани (0,1 – 0,3 % С), които се подлагат на цементация, тези температури на фазов преход са в диапазона 890 – 870 °C. Наличието на легиращи елементи като хром, никел, манган разширяват аустенитната област, т.е. понижават критичната температура на фазово превръщане A3.
Намирайки се в аустенитната област, γ-желязото поема въглеродни атоми, като образува твърд разтвор на внедряване, т.е. въглеродът не измества атомите на желязото от техните места, а се внедрява в празните пространства на стенно-центрираната кристална решетка.
При рязкото охлаждане (закаляване) на γ-желязото отново се превръща в α-желязо, но с много по-високо съдържание на въглерод. Тази нова структура носи името мартензит и представлява силно преохладен и преситен с въглерод твърд разтвор в α-желязо с ОЦК.
Мартензитът има характерна иглеста структура с висока твърдост.
Цементираните детайли имат висока повърхностна твърдост, докато сърцевината остава жилава.

## Промени в материалите
| Характеристики на материалите | Ефекти от цементацията                                                                                                |
| ----------------------------- | --- |
| Механични                     | - Увеличена повърхностна твърдост - Увеличена износоустойчивост - Увеличена контактна якост - Увеличена якост на опън |
| Химични                       | - Увеличено съдържание на въглерод в повърхността                                                                     |

## Приложение
На цементация се подлагат много видове машиностроителни детайли като: оси и валове, зъбни колела, пиньони, ролки и други, които работят в условия на повишено триене.